# Gonzalo Fernández de Córdoba
Gonzalo Fernández de Córdoba, 1. vévoda ze Santángela (1. září 1453 Montilla – 2. prosince 1515 Granada) byl španělský generál a státník, jenž vedl úspěšná vojenská tažení během italských válek a dobývání Granady. Jeho vojenská vítězství a rozšířená popularita mu vynesly přezdívku „El Gran Capitán“ („Velký kapitán“). Vyjednal také konečnou kapitulaci v Granadě a později sloužil jako neapolský místokrál. Fernández de Córdoba byl mistrovský vojenský stratég a taktik. Byl prvním Evropanem, který zavedl úspěšné používání střelných zbraní na bojišti a reorganizoval svou pěchotu tak, aby zahrnovala kopí a střelné zbraně v účinných obranných a útočných formacích. Změny provedené Fernándezem de Córdobou vedly k tomu, že se španělská armáda stala dominantní silou v Evropě po více než dvě stě let. Za své rozsáhlé politické a vojenské úspěchy byl jmenován vévodou ze Santángela (1497), Terranova (1502), Andría, Montalta a Sessy (1507).

## Raná léta
Gonzalo Fernández de Córdoba se narodil 1. září 1453 v Montille v provincii Córdoba. Byl mladším synem Pedra Fernándeze de Córdoby, hraběte z Aguilar, a Elviry de Herrery (dcera Pedra Núñeze de Herrera y Guzmán, nar. 1430, a Blanky Enríquez de Mendoza). V roce 1455, když Gonzalovi byly dva roky, jeho otec zemřel. Jeho starší bratr Alonso zdědil veškerý majetek jejich otce a nenechal Gonzalovi žádné jmění. V roce 1467 byl Gonzalo poprvé přičleněn k službám Alfonsa, knížete z Asturie, nevlastního bratra krále Jindřicha IV. Kastilského. Po Alfonsově smrti v roce 1468 byl Gonzalo přidělen Alfonsově sestře Isabele Kastilské.
Když v roce 1474 zemřel král Jindřich IV., Isabella se prohlásila za nástupnickou královnu, což zpochybňovalo právo Juany la Beltranejy (králova 13letá dcera a její neteř) usednout na trůn. Během následující občanské války mezi stoupenci Isabelly a Juany došlo také ke konfliktu s Portugalskem, neboť se portugalský král Alfonso V. postavil na stranu své neteře Juany. Gonzalo bojoval za Isabellu pod vedením Alonsa de Cárdenase, velmistra řádu Santiaga. V roce 1479 se utkal v závěrečné bitvě proti portugalskému vojsku, kde vedl 120 lancerů a následně jej Cárdenas za jeho služby chválil. Když válka skončila, Isabella a její manžel Ferdinand se stali vládci Kastilie a Aragonu.

## Dobytí Granady

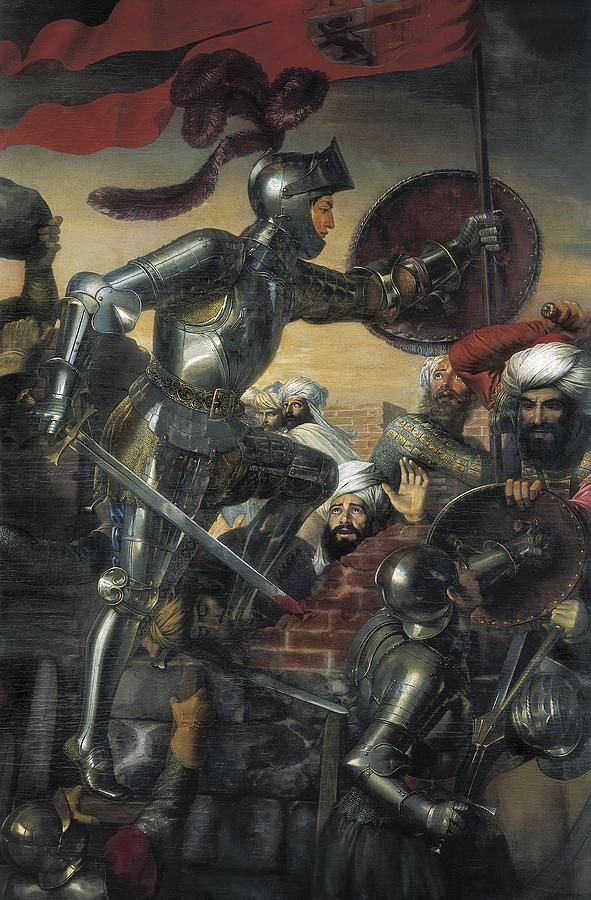
El Gran Capitán bojující s Maury při obležení Montefrío José de Madrazo, 1838

Jakmile katolická Veličenstva upevnila svoji vládu, vydali se v roce 1481 na desetiletou kampaň na dobytí Granady, poslední zbývající muslimské pevnosti na Pyrenejském poloostrově. Fernández de Córdoba byl aktivním účastníkem bojů a vyznamenal se jako statečný a kompetentní vojenský vůdce. Proslavil se účastí v obléhání několika opevněných měst jako Loja, Tajara, Illora nebo Montefrío. V Montefríu byl údajně prvním útočníkem, co překročil hradby. V roce 1492 dobyl Fernández de Córdoba Granadu, čímž pomohl k ukončení války. Jeho dovednosti vojenského inženýra a partyzánského bojovníka mu byly při dobývání velmi prospěšné. Díky své znalosti arabštiny a tomu, že znal Boabdila, byl Gonzalo vybrán jako jeden z důstojníků, kteří měli zajistit kapitulaci.
Za své činy a službu byl odměněn Řádem Santiaga, Encomiendou, panstvím Órgiva v Granadě a právy na výrobu hedvábí v regionu. 

## Italské kampaně
Gonzalo byl důležitým vojenským velitelem během italských válek, kde dvakrát převzal velení a vysloužil si jméno „Velký kapitán“.

### První italská válka

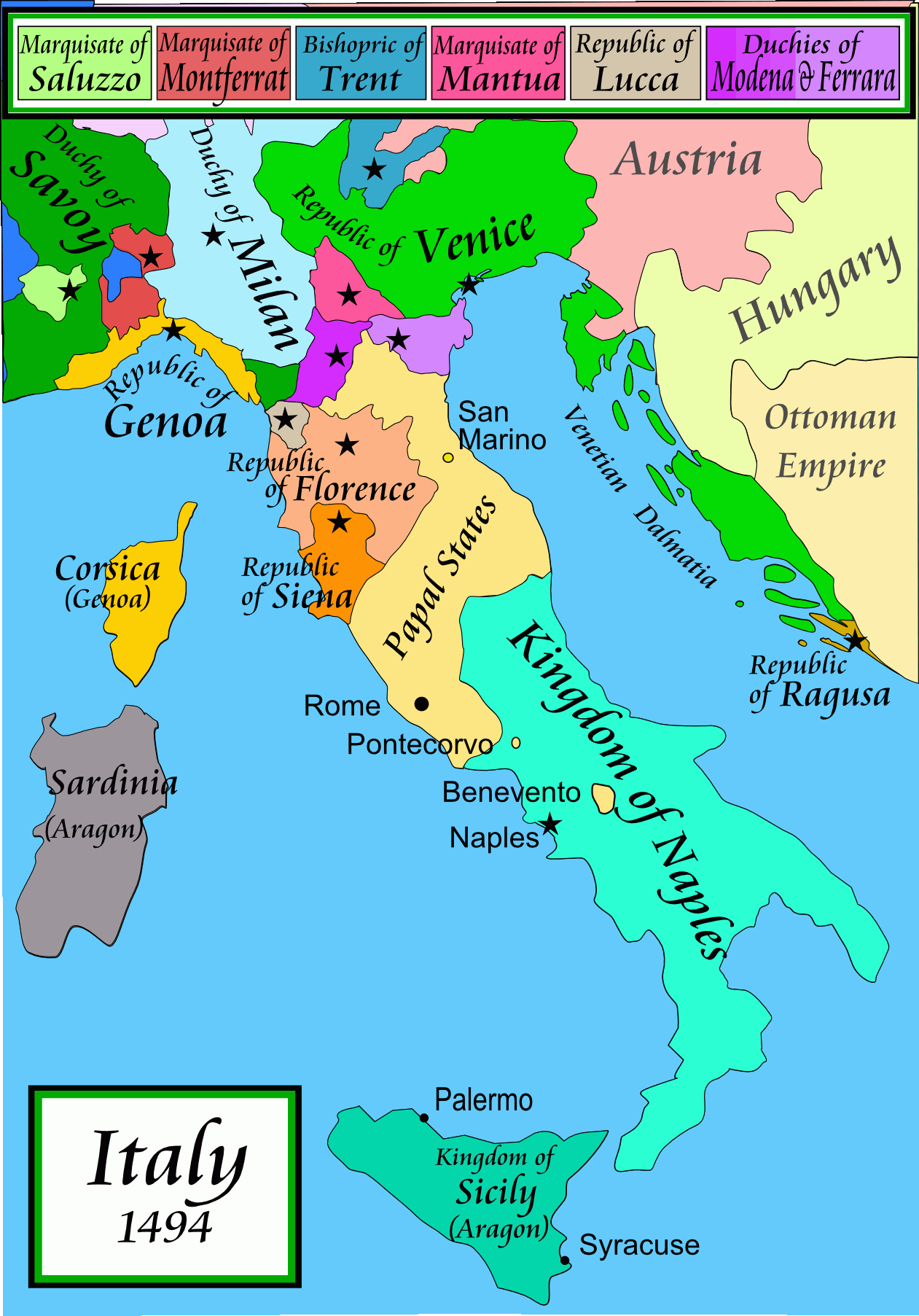
Itálie v roce 1494, kdy se moci ujal Fridrich IV. Neapolský jako druhý dědičný syn Ferdinanda I. Neapolského

Italské války začaly v roce 1494, kdy Karel VIII. Francouzský pochodoval do Itálie s 25 000 muži, aby prosadil svůj nárok na Neapolské království ovládané Ferdinandem II., bratrancem Ferdinanda Aragonského. Francouzi snadno přemohli neapolskou obranu a 12. května 1495 se Karel nechal korunovat neapolským králem. Katoličtí monarchové se snažili zvrátit francouzský úspěch v Neapoli a vybrali Fernándeze, aby vedl expediční síly proti Karlovi VIII. Krátce po Karlově korunovaci připlul Fernández de Córdoba do Neapole s pěším vojskem o síle asi 5 000 mužů a s lehkou jízdou o síle asi 600 mužů. Ze strachu před uvězněním v Itálii dosadil Karel Gilberta de Bourbon jako místokrále v Neapoli a vrátil se do Francie s přibližně polovinou francouzských sil.
Lehká pěchota a kavalérie pod velením Fernándeze zpočátku proti těžce ozbrojeným Francouzům neměla šanci. Nedostatek výcviku a špatná koordinace mezi španělskými a italskými vojsky situaci ještě zhoršily. Ve svém prvním větším střetnutí 28. června 1495 byl Fernández de Córdoba poražen v bitvě u Seminara proti francouzským silám pod vedením Bernardem Stewartem d'Aubigny. Po porážce se Fernández stáhl, aby provedl přísný výcvikový plán a reorganizoval svoji armádu. Španělé využívali efektivní partyzánskou taktiku, rychle zasáhli, narušili francouzské zásobovací linie, aby se vyhnuli rozsáhlým bitvám. Postupně získával Fernández de Córdoba v zemi oporu a následně přepadl Francouzi okupovaná italská města. Během jednoho roku Fernández de Córdoba dosáhl rozhodujícího vítězství u Atelly, zajal francouzského místokrále a vyhnal zbývající francouzské síly z Neapole. Obnovil také římský přístav Ostia a zajatá území vrátil Italům do roku 1498.

### Vojenská restrukturalizace
Když se Fernández de Córdoba vrátil do Španělska, čerpal ze zkušeností nabraných v italské kampani, aby restrukturalizoval španělské vojsko a vojenské strategie. V otevřeném poli nedokázala volná formace a krátké meče španělské pěchoty odolat útoku těžké jízdy a pěchoty vyzbrojené kopími. Aby tuto slabost překonal, představil Fernández de Córdoba novou pěchotní formaci vyzbrojenou kopími a těžkou zbraní zvanou arkebuza. Aby zvýšil taktickou flexibilitu, přiřadil jednotlivým částem svého vojska konkrétní role, místo toho aby je využíval jako jedno univerzální vojsko. Tyto nové sekce by mohly manévrovat více nezávisle a jednat s větší flexibilitou.

### Druhá italská válka
Ludvík XII. následoval Karla jako další král Francie. V roce 1498 prohlásil svůj úmysl znovu napadnout Itálii a znovu se zmocnit Neapole. Aby Španělsko získalo čas, vyjednalo s Francií v roce 1500 Granadskou smlouvu a souhlasilo s rozdělením Neapole mezi obě země. Fernández de Córdoba se vrátil do Itálie s početným vojskem pod podmínkou zapojení Francie a Benátek k útoku na Osmany v Jónském moři. Fernández nějakou dobu bojoval s Turky a v prosinci roku 1500 se zmocnil silně bráněného ostrova Kefalonia po dvouměsíčním obléhání.

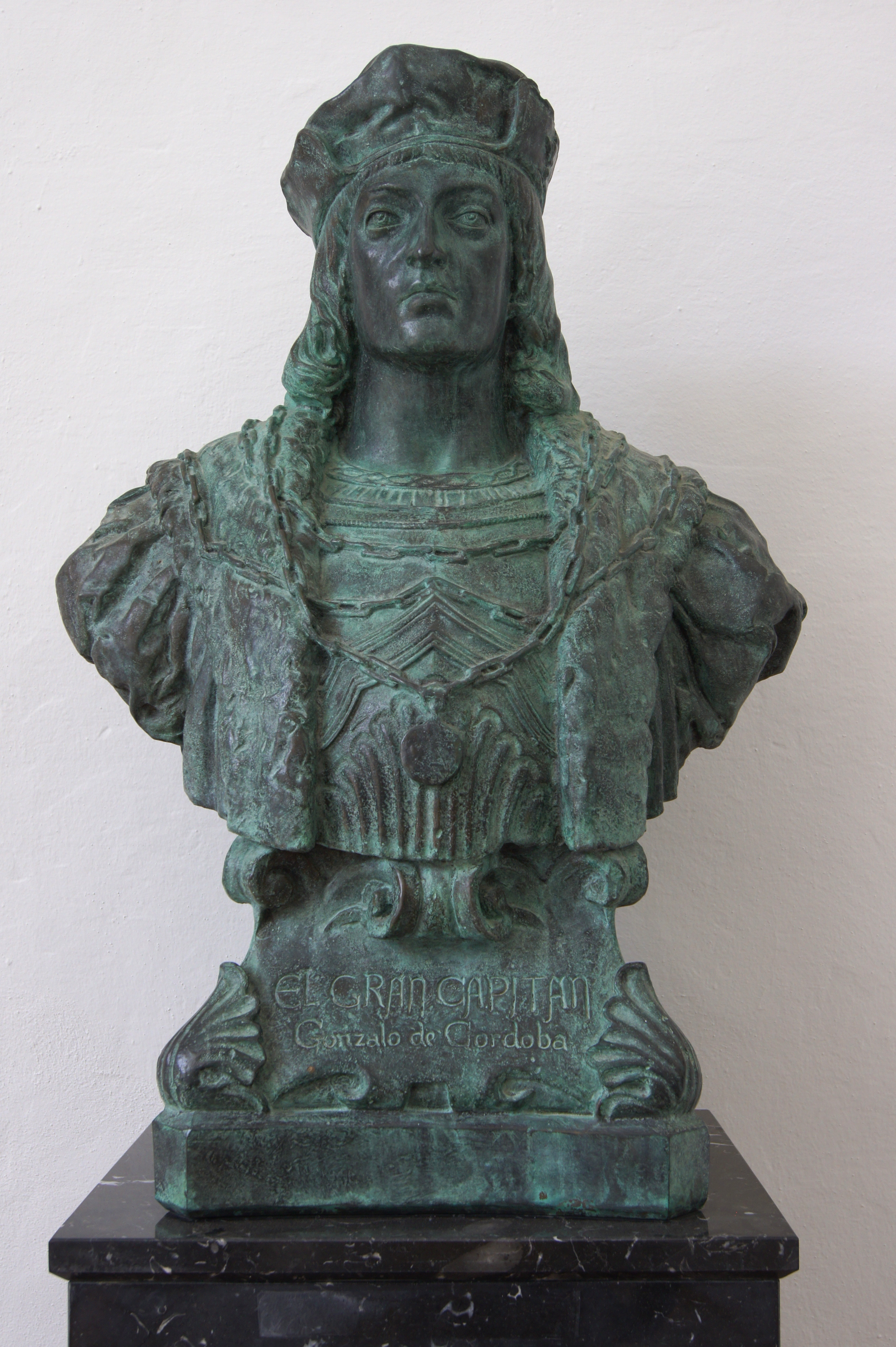
Bronzová busta Gonzala Fernándeze de Córdoba, Alcázar de los Reyes Cristianos

Fernández se vrátil do Neapole a po abdikaci Fridricha IV. bojovali Francouzi se Španěly partyzánskou válkou, zatímco vyjednávali o rozdělení království. Španělsko bylo v Barlettě v menšině a obléháno Francouzi. Gonzalo odmítl být vtažen do bitvy v plném rozsahu, dokud neobdržel dostatečné posily.

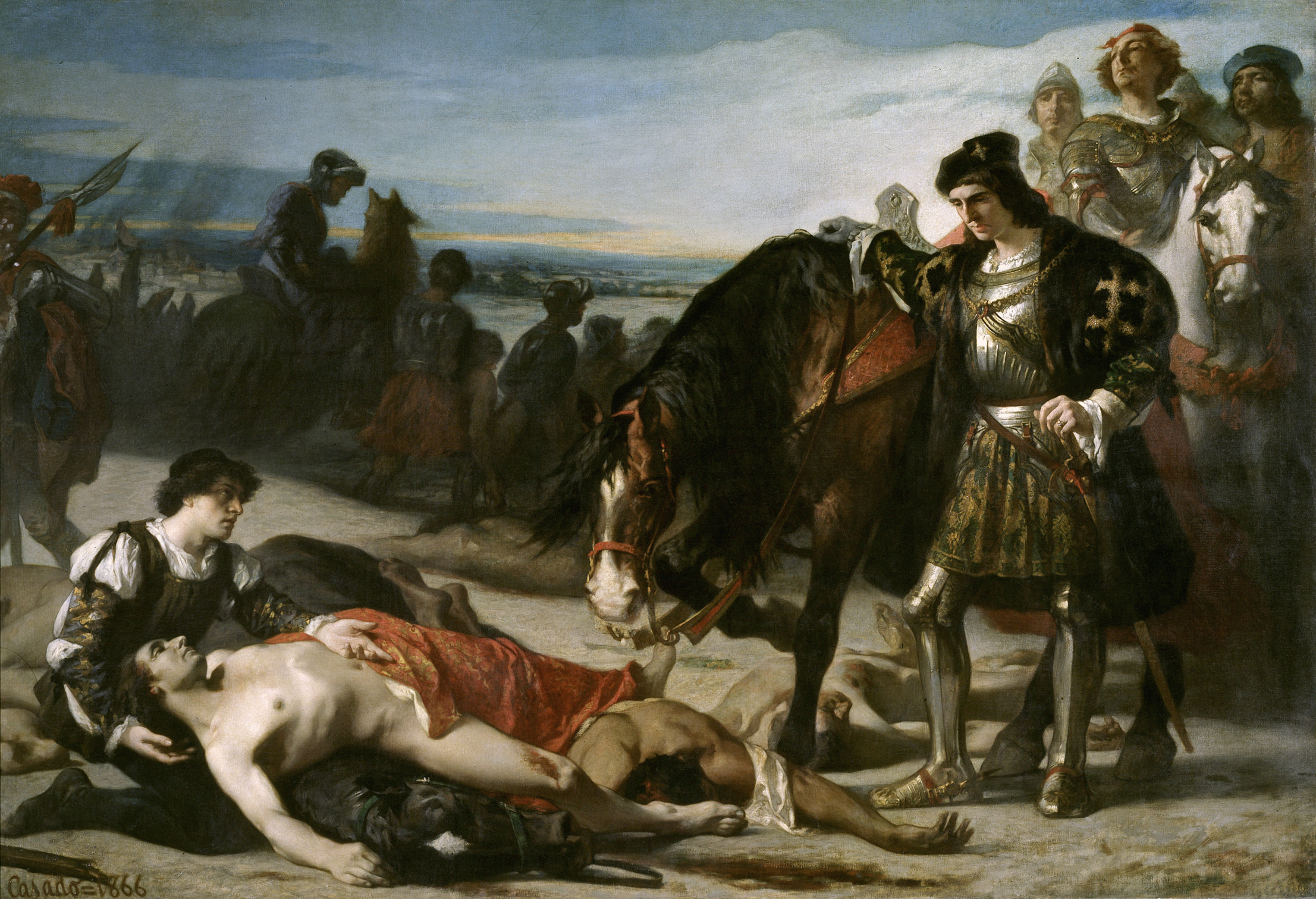
Gonzalo Fernández de Córdoba hledí na mrtvé tělo d'Armagnaca v bitvě u Cerignoly, Casado del Alisal, 1866

Když byla jeho armáda dostatečně posílena, Fernández de Córdoba střetl francouzské vojsko dne 28. dubna 1503 v bitvě u Cerignoly, kde 6000 španělských vojáků čelilo francouzské armádě o síle 10 000 mužů. Gonzalo zformoval svou pěchotu do jednotek zvaných coronelías s pikenýři těsně vměstnanými uprostřed, arkebuzi a šermíři byli na bocích. Francouzi neúspěšně útočili na přední část formace, když se nacházeli pod střelbou vycházející z boků formace. Francouzský velitel Louis d'Armagnac, vévoda z Nemours, byl zabit na začátku bitvy. Poté, co odolal dvěma francouzským útokům, přešel Fernández de Córdoba, El Gran Capitán, do ofenzívy a vyhnal Francouze z bitevního pole. Bylo to vůbec poprvé v historii, kdy byla bitva vyhrána převážně silou střelných zbraní.
Fernández de Córdoba obsadil město Neapol a zatlačil francouzské síly zpět přes řeku Garigliano. Odděleni řekou, nastala patová situace, kdy ani jedna ze stran nebyla schopna učinit postup. Fernández de Córdoba však v noci 29. prosince 1503 vytvořil pontonový most a tím přešel přes řeku. Francouzi, kterým velel Ludovico II. ze Saluzza, předpokládali, že deštěm rozbouřená řeka je neprůchodná a byli zcela zaskočeni, když je Fernández de Córdoba a jeho armáda přepadli a drtivě porazili s jejich formacemi pík a arkebuz. Fernández de Córdoba pokračoval v pronásledování Francouzů a v lednu 1504 dobyl italské město Gaeta. Po těchto ztrátách nemohli Francouzi postavit obranu, bylo jim následně umožněno evakuovat se z Itálie po moři a v roce 1505 byli nuceni podepsat Bloisskou smlouvu, čímž se vzdali svých nároků na Neapol.

## Místokrál neapolský

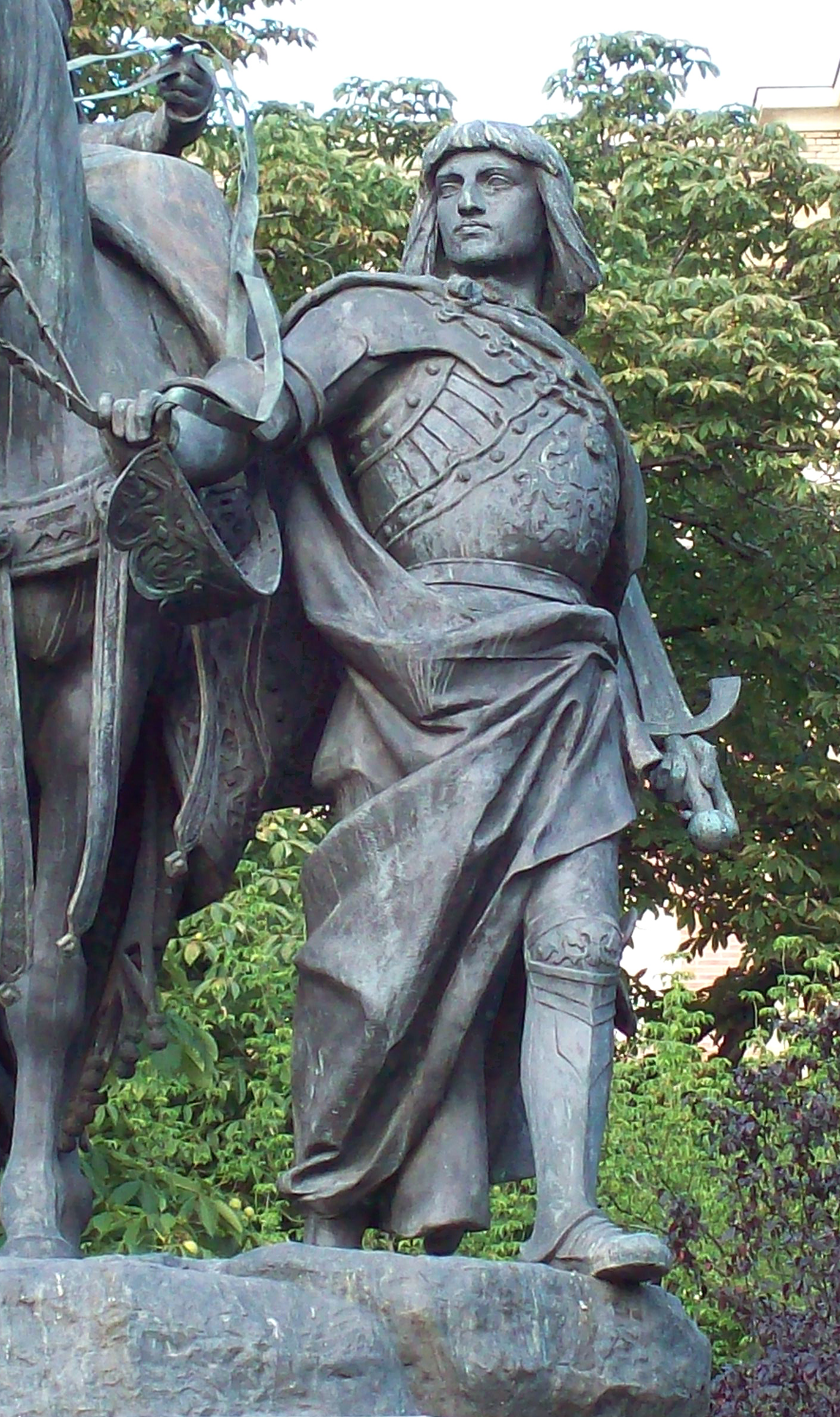
Socha Gonzala Fernándeze de Córdoby v Madridu (Manuel Oms, 1883)

Když byli Francouzi vyhnáni z Neapole, Fernández de Córdoba byl jmenován vévodou z Terranovy a v roce 1504 byl jmenován neapolským místokrálem. Později téhož roku zemřela královna Isabela I. Kastilská, čímž přišel o svého nejsilnějšího podporovatele. Isabelina smrt také dočasně účinně utišila moc jejího manžela Ferdinanda II. Aragonského v Kastilii a přinutila jej bránit své zájmy v Aragonu. Neapol sice byla aragonským královstvím, ale Gonzalo byl z Kastilie a mezi místními velmi populární. V důsledku toho měl Ferdinand pochyby ohledně jeho oddanost a také měl pocit, že Gonzalo utrácel příliš mnoho ze státní pokladny. V roce 1507 Ferdinand odcestoval do Neapole, odvolal ho z funkce a nařídil mu, aby se vrátil do Španělska se slibem, že bude dosazen na post mistra řádu Santiaga – mocného a prestižního postavení.
Přestože Fernández de Córdoba získal dodatečný titul, vévody ze Sessy, nikdy však neobdržel slíbené jmenování do vedení Santiagského vojenského řádu. Ferdinand ho nadále vychvaloval, ale nedal mu už nic. Nakonec odešel do důchodu na jeden ze svých venkovských statků. Fernández de Córdoba zemřel na malárii dne 2. prosince 1515 ve své vile poblíž Granady ve věku 62 let.

## Manželství a rodina
Fernández de Córdoba se poprvé oženil v roce 1474 se svou sestřenicí Marií de Sotomayor, která zhruba o rok později zemřela při porodu mrtvě narozeného syna. Dne 14. února 1489 se oženil s Marií Manrique de Lara y Figueroa (také známou jako María Manrique de Lara y Espinosa, † 1527) z mocné a bohaté šlechtické rodiny. Jeho jediná přeživší dcera Elvira Fernández de Córdoba y Manrique po jeho smrti v roce 1515 zdědila všechny jeho tituly.

## Odkaz

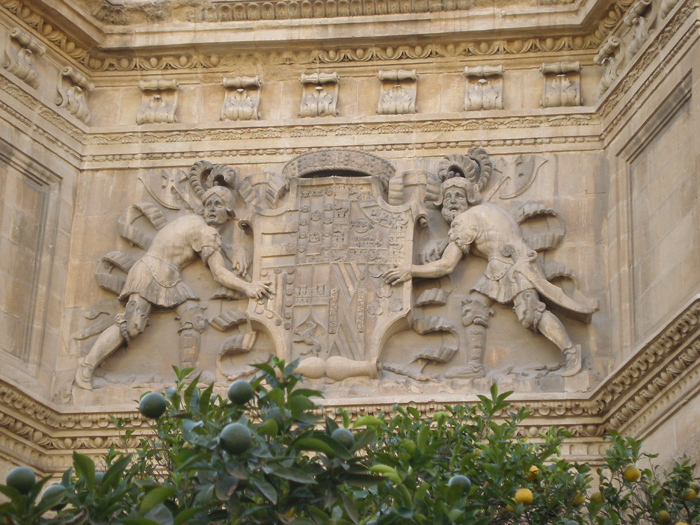
Znak na zdi klášterního kostela San Jerónimo v Granadě

„El Gran Capitán“ byl průkopníkem moderní války. Provedl revoluci v tehdejších vojenských strategiích tím, že začlenil střelné zbraně do španělské pěchoty a také vedl s ní první bitvu vyhranou střelnými zbraněmi (v tomto případě s arkebuzami) – bitva u Cerignoly. Pomohl založit první moderní stálou armádu (téměř neporazitelnou španělskou pěchotu která dominovala evropská bojiště po většinu 16. a 17. století) a vytvořil taktiku vševojskového boje, kde využil použití pěchoty, jízdy a dělostřelectva s námořní podporou.
Nezanechal žádné syny a v jeho vévodstvích jej následovala jeho dcera Elvira Fernández de Córdoba y Manrique. Byl pohřben v klášteře San Jerónimo v Granadě, jenž byl postaven v renesančním stylu. Jeho ostatky tam byly přeneseny v roce 1552 spolu s asi 700 válečnými trofejemi (ukořistěnými prapory). Jeho manželka a dcera (zemřely v roce 1527 a 1524, v uvedeném pořadí) byly pohřbeny na stejném místě, stejně jako řada dalších členů rodiny.
Hrobku následně znesvětily napoleonské jednotky pod velením korsického generála Sebastianiho během španělské války za nezávislost v letech 1810–11. Ostatky Fernándeze de Córdoby byly nezákonně exhumovány a zmrzačeny a 700 jeho praporců bylo spáleno. Kámen z věže byl použit ke stavbě mostu Puente Verde přes řeku Genil. Klášter byl plně renovován na konci 19. století.